# Cour Gozsdu
La Cour Gozsdu (en hongrois : Gozsdu-udvar) est un passage situé dans le 7e arrondissement de Budapest.